# Grande Prêmio dos Países Baixos de 1968
Resultados do Grande Prêmio dos Países Baixos de Fórmula 1 realizado em Zandvoort à 23 de junho de 1968. Quinta etapa do campeonato, o mesmo foi vencido pelo britânico Jackie Stewart no primeiro triunfo (e neste caso com dobradinha) de uma equipe francesa na história da categoria.

## Classificação da prova
| Pos. | Nº | Piloto               | Construtor    | Voltas | Tempo/Diferença  | Grid | Pontos |
| ---- | -- | -------------------- | ------------- | ------ | ---------------- | ---- | ------ |
| 1    | 8  | Jackie Stewart       | Matra-Ford    | 90     | 2:46:11.2        | 5    | 9      |
| 2    | 17 | Jean-Pierre Beltoise | Matra         | 90     | + 1:33.93        | 16   | 6      |
| 3    | 15 | Pedro Rodríguez      | BRM           | 89     | + 1 volta        | 11   | 4      |
| 4    | 10 | Jacky Ickx           | Ferrari       | 88     | + 2 voltas       | 6    | 3      |
| 5    | 22 | Silvio Moser         | Brabham-Repco | 87     | + 3 voltas       | 17   | 2      |
| 6    | 9  | Chris Amon           | Ferrari       | 85     | + 5 voltas       | 1    | 1      |
| 7    | 16 | Richard Attwood      | BRM           | 85     | + 5 voltas       | 15   |        |
| 8    | 19 | Jo Bonnier           | McLaren-BRM   | 82     | + 8 voltas       | 19   |        |
| 9    | 3  | Graham Hill          | Lotus-Ford    | 81     | Acidente         | 3    |        |
| NC   | 4  | Jackie Oliver        | Lotus-Ford    | 80     | Não classificado | 10   |        |
| Ret  | 18 | Dan Gurney           | Brabham-Repco | 63     | Acelerador       | 12   |        |
| Ret  | 21 | Jo Siffert           | Lotus-Ford    | 55     | Câmbio           | 13   |        |
| Ret  | 7  | John Surtees         | Honda         | 50     | Alternador       | 9    |        |
| Ret  | 20 | Piers Courage        | BRM           | 50     | Spun Off         | 14   |        |
| Ret  | 6  | Jochen Rindt         | Brabham-Repco | 39     | Ignição          | 2    |        |
| Ret  | 5  | Jack Brabham         | Brabham-Repco | 22     | Spun Off         | 4    |        |
| Ret  | 2  | Bruce McLaren        | McLaren-Ford  | 19     | Acidente         | 8    |        |
| Ret  | 1  | Denny Hulme          | McLaren-Ford  | 10     | Ignição          | 7    |        |
| Ret  | 14 | Lucien Bianchi       | Cooper-BRM    | 9      | Acidente         | 18   |        |

## Tabela do campeonato após a corrida
|    | Pos. | Piloto          | Pontos |
| -- | ---- | --------------- | ------ |
|    | 1    | Graham Hill     | 24     |
| 11 | 2    | Jackie Stewart  | 12     |
| 2  | 3    | Pedro Rodríguez | 10     |
| 2  | 4    | Denny Hulme     | 10     |
| 2  | 5    | Bruce McLaren   | 9      |

|   | Pos. | Construtor   | Pontos |
| - | ---- | ------------ | ------ |
|   | 1    | Lotus-Ford   | 29     |
|   | 2    | McLaren-Ford | 17     |
|   | 3    | BRM          | 16     |
| 2 | 4    | Matra-Ford   | 15     |
|   | 5    | Ferrari      | 10     |

- Nota: Somente as primeiras cinco posições estão listadas. A temporada de 1968 foi dividida em dois blocos de seis corridas onde cada piloto descartaria um resultado. Neste ponto esclarecemos: na tabela dos construtores figurava somente o melhor colocado dentre os carros de um time.